# Betoncsiszolás
A betoncsiszolás egy innovatív beton helyreállítási, kozmetikai és legfőképp burkolást helyettesítő eljárás. A folyton változó burkolóanyagok világában a betoncsiszolás a két legrégebben használt anyagot ötvözi: a gyémántot és a cementet.

## A betonpadló és a betoncsiszolás története
Kutatások igazolják, hogy a különböző padlótípusok közül a betonnak van a legkorábbra visszanyúló története. Tulajdonképpen ez a Föld legrégebbi építőanyaga[forrás?]. Több ezer évvel ezelőtti létezést bizonyítja egy időszámításunk előtt 5600-ból származó kunyhó-rom Szerbiában, amelynek padozata homok, piros mész és kavics keverékéből készült. Ez volt az őskori betonpadló. Aztán az idő előrehaladtával az egyes népek próbálták fejleszteni a receptet, más és más összetevők felhasználásával igyekeztek a legtökéletesebb eredményt elérni. A Shaanxi piramisok (Kína) esetében például vulkáni hamut, salakot és meszet használtak cementként. Az asszíriaiak és babilóniaiak esetében az agyag, míg az egyiptomiak esetében a mész és a gipsz szolgált cementként.

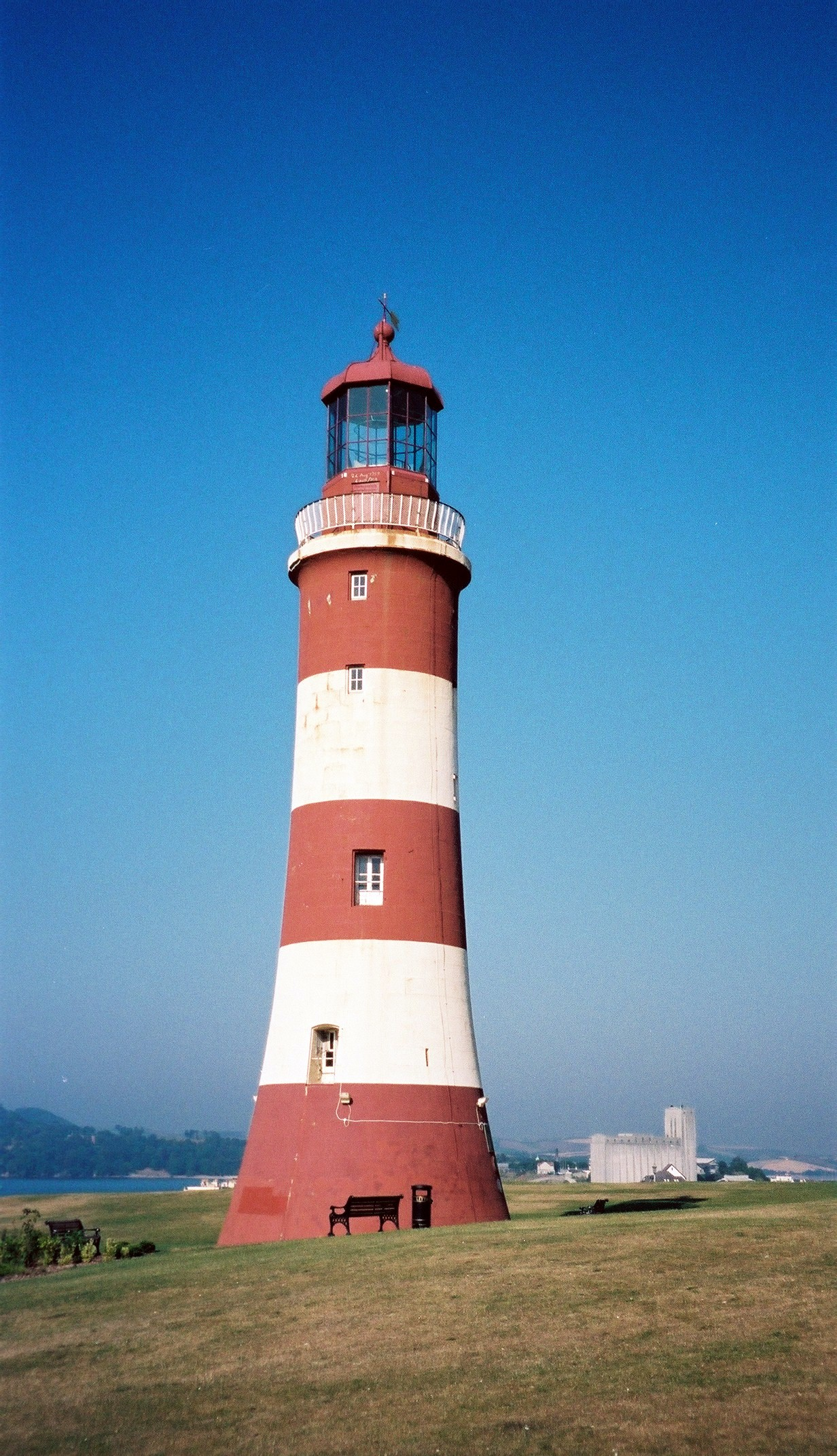
John Smeaton világítótornya (Plymouth, Egyesült Királyság)

## Betonpadlók napjainkban
Mivel az ősi civilizációk a beton receptjével együtt eltűntek, ezért a betonkészítés is hosszú időre a feledés homályába merült, s csak 1756-ban került újra előtérbe, amikor egy brit mérnök, John Smeaton vízben megkeményedő mész, porrá tört tégla és kavicsok elegyét keverte gránittal. Később ezt fel is használta egy olyan világítótorony megépítése során, ami még ma is áll.
A Portland cementet, ami a modern kori beton alapvető eleme, először 1840-ben használták. Ez mészkő, agyag és gipsz keverékéből állt.
A zöld mozgalmak előretörésével egyre szigorúbb szabályokat hoztak a cementgyártással kapcsolatosan is. Ez azt eredményezte, hogy csökkent a cement alapanyagainak kitermelése, így kevesebb cementből kellett ugyanolyan erős betont létrehozni. S mivel ilyen feltételek mellett is sikerült erős, hosszú élettartamú betont létrehozni, így a betonpadló, mint környezetbarát megoldás vonult be a köztudatba.
Ezzel el is érkeztünk a csiszolt beton megjelenésének időszakához az 1980-as évek második felébe. Kezdetben olyan szerszámokkal csiszolták a betonpadlót, amit eredetileg kő felületekre fejlesztettek ki. Aztán a tapasztalatokat figyelembe véve gyémánt szemcséket tartalmazó csiszolókorongokat fejlesztettek ki és készítettek, melyek tökéletes megoldást jelentenek a beton csiszolásához.
Európában a ’90-es évek elején jelent meg a betoncsiszolás, melyet többnyire raktárakban alkalmaztak. A legnagyobb áttörést a betoncsiszolás egyik úttörője, a svéd HTC cég munkája jelentette, amikor elvégezte egy 40 ezer négyzetméteres raktár csiszolását Las Vegasban, 1999-ben.
Ennek köszönhetően egyre többen ismerték fel a beton dekoratív mivoltát, így ma már számos kereskedelmi és lakossági ingatlanban találkozhatunk csiszolt betonpadlóval.

## A csiszolt beton készítése

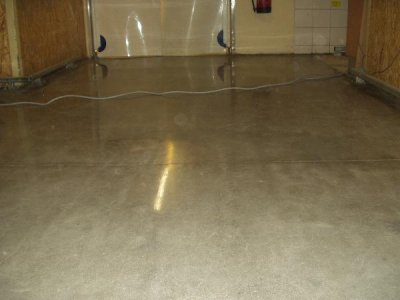
Csillogó, csiszolt betonfelület

Az aljzatbetont nagy teherbírású csiszológépek durva, majd egyre finomabb gyémánt-részecskéket tartalmazó korongokkal csiszolják a kívánt fényesség és simaság eléréséig.
A folyamat durva gyémánt-részecskéket tartalmazó korongokkal kezdődik. Ezek elég durvák ahhoz, hogy eltávolítsák a kisebb gödröket, foltokat, szennyeződéseket a padlóról. A következő lépések során egyre finomabb szerkezetű csiszolókorongokkal dolgozik a gép, míg el nem éri a kívánt fényességet. Az utolsó lépésben a felületre különböző felületkezelő-szerek kerülnek, amelyek bevonatot képeznek a padlón. Ezek segítenek a padló fényességének megőrzésében, gátolják a szennyeződések megtapadását, stb.
Csiszolt, polírozott esztétikus betonpadlót sajnos nem minden betonból lehet készíteni, hiszen a betonaljzat csiszolhatóságát erősen befolyásolja annak minősége. Ezt a C12, C16, C20 stb. értékekkel jelzik a betoniparban , különböző folyóssági és adalékanyag stb. jelzőbetűkkel kiegészítve. Csiszolt betonpadló készítésére általában C16-os betonminőség még épp megfelelhet, de minél puhább egy beton, annál több utólagos betonkeményítési eljárást szükséges alkalmazni stabillá, csiszolhatóvá, hosszú távon kopófelületként történő használatra megfelelővé tételéhez, ezért ilyen padló készítése néhány esetben hosszútávon nem gazdaságos. A betontömörítők, betonkeményítők piaca rohamosan fejlődik az építőipari kihívásoknak megfelelően, így a régebben készült betonaljzatok felújítása is egyre kézenfekvőbb a betoncsiszolási eljárással.

## Csiszolt betonpadló karbantartása
Ugyan a csiszolt betonpadló élettartama valóban rendkívül hosszú, de mint minden más, ez is igényel némi karbantartást.
A felületet rendszeresen semleges tisztítószerrel takarítani kell, hogy a szennyeződések eltűnjenek róla és a padló fénye megmaradjon. Egyes gyártók speciális tisztítószereket ajánlanak, amelyek nem csak tisztítják a felületet, hanem bevonatot is képeznek, mely segít elkerülni a szennyeződések megtapadását. E tisztítószerek használatához nincs szükség csiszolásra, csupán egy takarító automata vagy kézi felmosó szükséges hozzá.
Rendszeres tisztítással a csiszolt beton évekig megőrzi fényét. Esetlegesen a nagy forgalmú területeken figyelhető meg némi tompulás. Szerencsére ezt könnyű helyrehozni, hisz általában a kereskedelemben kapható csiszolópapírral is orvosolható a hiba. Amennyiben komolyabb beavatkozásra van szükség, úgy a betoncsiszoló gépre erősített finomszemcsés csiszolókorong a megoldás.

## Leggyakoribb alkalmazások

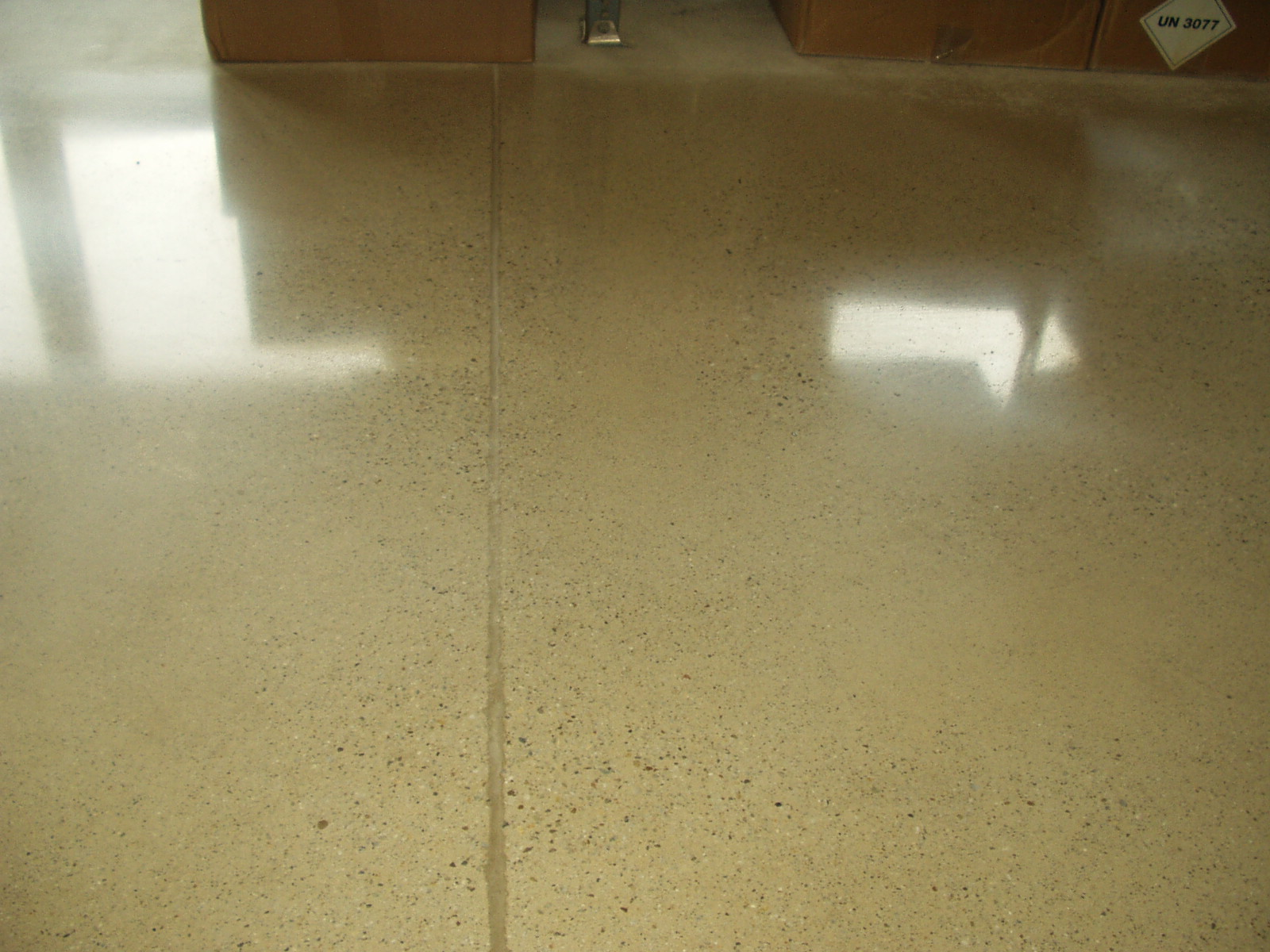
Raktár csiszolt betonpadlója

Mivel a csiszolás egy többlépcsős folyamat, ezért az ügyfelek választhatják meg, hogy mely fényességi szint felel meg karbantartási és esztétikai elképzeléseiknek. Ez a sokoldalúság teszi közkedveltté a csiszolt betont számos felhasználási területen. Elsődleges felhasználási területei:
- Raktárépületek és irodák raktárai
- Kiskereskedelmi üzletek
- Szállodák és éttermek
- Irodaházak
- Autószalonok
- Magánlakások

A karbantartás egyszerűsége a legfőbb oka annak, hogy raktárakban és kiskereskedelmi egységekben előszeretettel használják a csiszolt betont. Emellett nagy előnye, hogy a targonca-, és gyalogosforgalmat is jól bírja, sőt amennyiben a beton készítésekor megfelelő adalékanyagokat is adagoltak a keverékhez, az ellenáll a különböző festékeknek, olajoknak, vegyszereknek is. Így nincs szükség különböző bevonatok alkalmazására, mellyel pénz, idő és munkaráfordítás takarítható meg.
Kedvelt tulajdonsága továbbá, hogy rendkívül nagy a fényvisszaverő képessége. Ezt kihasználva számos irodaház, szálloda, étterem választja ezt a megoldást, mely egy világos, tiszta, professzionális megjelenést kölcsönöz. Ráadásul betonból csiszolt márvány vagy gránit hatású felület készíthető, mely így különösen jó alternatíva azon lakástulajdonosok és vállalkozások részére, akik nem engedhetik meg maguknak a márvány vagy gránit padlót, de szeretnék ugyanazt a ragyogó, tükörszerű felületet magukénak tudni.

## Külső hivatkozások
- Betoncsiszolási műhelytitkok
- Fórum a betoncsiszolásról
- A betonpadlók története (angol) Archiválva 2010. március 5-i dátummal a Wayback Machine-ben
- A betonpadlók és betoncsiszolás története (angol)
- Alapvető információk és gyakori kérdések a betoncsiszolással kapcsolatban (angol)
- Összefoglaló a betoncsiszolásról
- A betoncsiszolás fajtái Archiválva 2016. március 8-i dátummal a Wayback Machine-ben
- Betoncsiszolás házilag